# Keita Watanabe
Keita Watanabe (* 25. März 1992 in Kawagoe) ist ein japanischer Shorttracker.

## Werdegang
Watanabe hatte seinen ersten internationalen Erfolg bei den Juniorenweltmeisterschaften 2010 in Taipeh. Dort gewann er die Bronzemedaille mit der Staffel. Im folgenden Jahr holte er bei den Juniorenweltmeisterschaften in Courmayeur die Silbermedaille mit der Staffel. Sein Debüt im Weltcup hatte er im Oktober 2010 in Montreal, das er auf den 34. Platz über 500 m und auf dem 25. Rang über 1500 m beendete. Bei den Weltmeisterschaften 2012 in Peking wurde er Vierter mit der Staffel. Seine besten Platzierungen bei den Weltmeisterschaften 2017 in Rotterdam waren der 19. Platz im Mehrkampf und der 13. Rang über 1500 m. Bei den Winter-Asienspielen 2017 in Sapporo holte er über 1000 m und mit der Staffel jeweils die Bronzemedaille. Zu Beginn der Saison 2017/18 erreichte er in Budapest mit dem dritten Platz mit der Staffel seine erste Podestplatzierung im Weltcup. Seine besten Ergebnisse beim Saisonhöhepunkt, den Olympischen Winterspielen 2018 in Pyeongchang, waren der 16. Platz über 500 m und der siebte Rang mit der Staffel. Im März 2018 gewann er bei den Weltmeisterschaften in Montreal die Bronzemedaille mit der Staffel. In der Saison 2018/19 erreichte er mit drei Top-Zehn-Platzierungen über 1500 m, den neunten Platz im Weltcup über 1500 m. Zudem wurde er in Dresden und in Turin jeweils Zweiter mit der Staffel. Bei den Weltmeisterschaften 2019 in Sofia gewann er die Bronzemedaille über 3000 m. Im Mehrkampf errang er dort den sechsten Platz. In der folgenden Saison kam er sechsmal unter die ersten Zehn, darunter Platz drei über 1500 m in Nagoya und errang damit den achten Platz im Weltcup über 1500 m.

## Persönliche Bestzeiten
- 500 m      40,721 s (aufgestellt am 3. November 2019 in Salt Lake City)
- 1000 m    1:24,078 min. (aufgestellt am 13. Februar 2018 in Gangneung)
- 1500 m    2:10,058 min. (aufgestellt am 12. November 2016 in Salt Lake City)
- 3000 m    5:01,847 min. (aufgestellt am 10. März 2019 Sofia)